# Eisbrecher
Eisbrecher er et tysk Neue Deutsche Härte-band der blev dannet i 2003 af Alexander Wesselsky og Noel Pix.
I USA og Canada er deres pladeselskab i øjeblikket Metropolis Records. Bandets tekster og slogan indeholder ofte udtryk vedrørende is og sejlads som for eksempel "Ahoi" ("Ohøj") og "Es wird kalt" ("det bliver koldt"). Forsangeren Alexander Wesselsky bærer ofte flåde- og militærkostumer, når han optræder live.

## Historie

### Dannelse, Eisbrecher Album 2003 - 2005
Efter Alexander Wesselsky forlod bandet Megaherz i 2003 (som han var medstifter af) på grund af kreative forskelligheder blandt medlemmerne, fandt han sammen med Noel Pix som sammensatte synthesizer, guitar og programmering for Megaherzs albums Kopfschuss og Himmelfahrt. Sammen dannede de Eisbrecher, og i januar 2004 udgav de deres første album med samme navn som bandet Eisbrecher. De første 5.000 kopier inkluderede en blank CD med tilladelse til lovligt at kopiere musikken fra den ene cd til den anden, dette blev gjort som en protest imod det, som bandet kaldte en "kriminalisering" af fans.

### Antikörper 2006 - 2007
Bandets andet album Antikörper udkom i oktober 2006. Dette album var bandets første til at udkomme på Media Control Charts, hvor albummet var nr. 85. Albummets første og anden singler blev udgivet den 22. august 2006 på en dobbeltsingle i USA, og den første single "Leider" (som kan betyde "desværre" eller "lidelser") og den anden single "Vergissmeinnicht" (som betyder "glem-mig-ikke") bliver betragtet som de mest populære sange lavet af Eisbrecher. Bandet var efter udgivelsen på turne sammen med U.D.O. i december 2006. I 2007 deltog Eisbrecher i to store tyske festivaler; Wave-Gotik-Treffen og Summer Breeze Open Air.

### Sünde 2008 - 2009
I 2008 forlod live-bassist Martin Motnik bandet og i hans sted kom tidligere guitarist fra Megaherz, Olliver Pohl.
"Kann Denn Liebe Sünde Sein" blev udgivet den 18. juli 2008 i Tyskland som den første single til deres tredje album Sünde. Albummet nåede en 4. plads på Deutsche Alternative Charts (tyske alternative hitliste). Albummet blev udgivet den 22. august 2008 i Tyskland og kom ind som nr. 18 på Media Control Charts. Bandet gik derefter på deres dengang største turne mellem september 2008 til oktober 2009, hvor de spillede i Østrig, Rusland, Holland og Schweiz. Musikvideoer var planlagt til singlerne "This is Deutsch" og "Kann denn Liebe Sünde sein?", men blev aflyst, da man hellere ville fokusere mere på nyt materiale og liveshows.
I marts 2009 skrev bandet en ny kontrakt med et amerikansk musikselskab, Metropolis Records, på grund af Dancing Ferret Discs lukkede sidst i 2008
Den 24. april 2009 var Alexander Wesselsky og Noel Pix gæster på Radio Goethe for at reklamere for deres udgivelse af Sünde. Wesselsky nævnte, at han ville elske at komme på turne i USA "så hurtigt som muligt". Han nævnte også, at ved populariteten af tyske giganter som Rammstein, Nena og Falco håbede han, at Eisbrecher kunne blive det næste store tyske navn i USA. Han snakkede også om deres kommende fjerde album, der dog ikke blev nævnt med titel.
Den 20. juni 2009 spillede Eisbrecher for første gang på den stor østrigske musikfestival Nova Rock Festival. På festivalen spillede også bands som Killswitch Engage, Monster Magnet og In Extremo på samme scene.

### Eiszeit 2010 - 2011
Eisbrechers fjerde studiealbum Eiszeit blev udgivet i april 2010. Den første single (med samme navn som albummet) "Eiszeit" blev udgivet 19. marts 2010 og kom som nr. 84 på Media Control Charts. Albummet blev udgivet den 16. april 2010 og blev nr. 5 på Media Control Charts, den østrigske top 40 som nr. 34 og Swiss musik som nr. 76.
I august 2010 havde Eisbrecher skrevet kontrakt med Sony Records og Columbia Records.
Efter Summer Breeze Open Air festival meldte Olliver Pohl, at han ville forlade bandet, og Eisbrecher fandt en ny bassist i form af Dominik Palmer.
I november 2010 turnerede Eisbrecher med Alice Cooper og Tarja Turunen ved Coopers "Theatre of Death Tour of Germany". Eisbrechers trommeslager Rene Greil var midlertidig erstattet, mens turneen stod på, med Sebastian Angrand, fordi Greil skulle have en rygoperation.
Den 26. februar 2011 blev det annonceret på hjemmesiden Herzeleid.com, at live-trommeslager Rene Greil havde forladt Eisbrecher pga. helbredsproblemer. Han blev udskiftet med Achim Färber. Det blev annonceret den 31. marts 2011, at Eisbrecher ville udgive et best of-album med titlen Eiskalt, som ville udkomme den 29. april 2011. Lidt efter udtalte Alexx, at albummet var blevet lavet uden bandets viden, og at bandet ikke selv havde valgt nogle af de sange, som ville være at finde på albummet.

### Die Hölle muss warten 2012 - 2013
Den første single fra deres kommende album var "Verrückt" som blev udgivet den 20. januar 2012. Albummet, som kom til at hedde Die Hölle muss warten, blev udgivet den 3. februar 2012. Albummet kom ind som nr. 3 i Tyskland nr. 21 i Østrig og nr. 16 i Schweiz. Den anden single (som er det samme navn som albummet) "Die Hölle muss warten" blev udgivet den 30. marts 2012.
Die Hölle muss warten: Miststück Edition blev udgivet med fire nye sange inklusive "Miststück 2012" og en DVD med fire livevideoer og alle DHMW-musikvideoer og en turne-dokumentar, som blev udgivet den 28. september 2012.
Eisbrecher spillede på Wacken Open Air Festival, som er Europas største festival, den 2. august 2013. I november og december 2013 tog Eisbrecher på turne for at fejre deres 10-årsdag som band siden 2003.
Den 21. marts 2013 blev det annonceret på bandets officielle hjemmeside, at Rupert Kaplinger ville blive bandet nye live-bassist. Begrundelsen for Dominiks afgang fra bandet var ikke blevet nævnt.

### Nyt album 2014 - nu
Den 12. februar 2014 annoncerede Eisbrecher på deres officielle hjemmeside, at de var gået i studiet og begyndt at indspille deres næste album. Bandet nævnte. at pga. indspilningen af deres nye album, ville de ikke spille særlig mange liveshows i 2014.
Den 6. marts 2014 blev det annonceret via bandets hjemmeside, at Eisbrecher ville udgive et specialalbum med navnet 10 Jahre Kalt den 11. marts 2014, som kun ville være tilgængeligt i USA. Albummet ville blive udgivet via Metropolis Records.

## Medlemmer
- Alexx Wesselsky – vokalist (2003–)
- Noel Pix – lead guitar, production (2003–)
- Jürgen Plangger – rytmeguitar (2007–)
- Rupert Keplinger – bassist (2013–)
- Max "Maximator" Schauer – keyboards, programmering (2008–)
- Achim Färber – trommer (2011–)

### Tidligere medlemmer
- Feelix Primc – rytmeguitar (2003–2007)
- Micheal Behnke – bassist (2003–2007)
- Martin Motnik – bassist (2007–2008)
- Olli Pohl – bassist (2008–2010)
- Dominik Palmer – Bassist (2010–2013)
- Rene Greil – trommer (2003–2011)

## Priser og nomineringer
- Orkus Award 2010 For Best Album ("Eiszeit") – Vandt
- Orkus Award 2010 For Best Personlighed ("Alexx Wesselsky") – Nomineret
- Orkus Award 2010 For Best Bandt ("Eisbrecher") – Nomineret
- Orkus Award 2010 For Best singer ("Alexx Wesselsky") – Nomineret
- Orkus Award 2010 For Best Artwork ("Eiszeit") – Nomineret
- Orkus Award 2010 For Best Live Band ("Eisbrecher") – Nomineret
- Napster Fan Award 2013 For Best Band – Afventer

## Diskografi

### Albummer
- Eisbrecher - 2004
- Antikörper - 2005
- Sünde - 2008
- Eiszeit - 2010
- Die Hölle muss warten - 2012
- TBA - 2015

### Singler
- 2003: "Mein Blut"
- 2003: "Fanatica"
- 2006: "Leider"
- 2006: "Vergissmeinnicht"
- 2008: "Kann denn Liebe Sünde sein?"
- 2010: "Eiszeit"
- 2012: "Verrückt"
- 2012: "Die Hölle muss warten"
- 2012: "Miststück 2012"
- 2013: "10 Jahre Eisbrecher"